# Haddenham (Buckinghamshire)
Haddenham is een civil parish in het bestuurlijke gebied Aylesbury Vale, in het Engelse graafschap Buckinghamshire met 4502 inwoners.

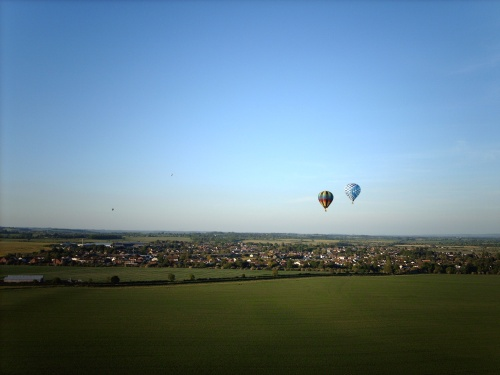
Haddenham
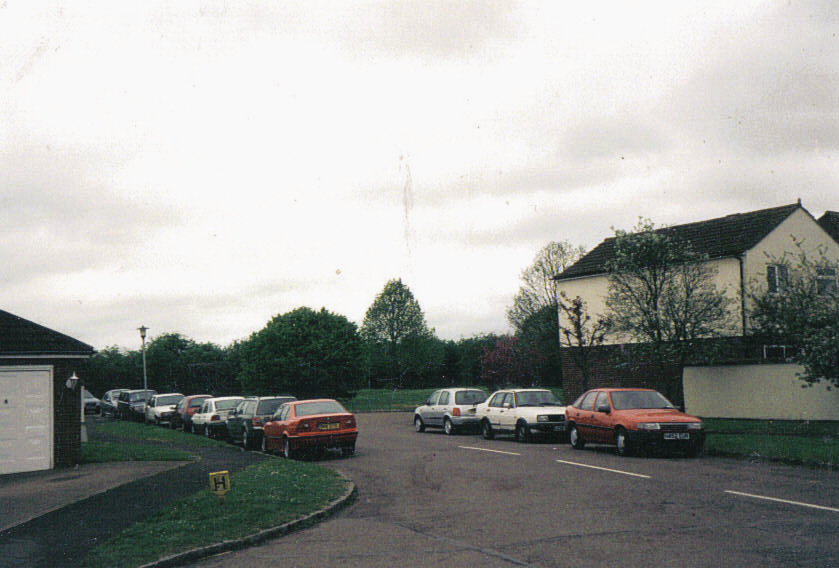
Haddenham